# Diecezja Chimbote
Diecezja Chimbote (łac. Diœcesis Cimbotiensis) – diecezja Kościoła rzymskokatolickiego w Peru, w metropolii Trujillo. Została erygowana 26 listopada 1962 jako prałatura terytorialna. 6 kwietnia 1983 podniesiona do rangi diecezji.

## Główne świątynie
- Katedra: Katedra Matki Bożej z Góry Karmel i św. Piotra w Chimbote

## Biskupi

### Prałaci terytorialni
- James Edward Charles Burke OP (1965–1978)
- Luis Bambarén SJ (1978–1983)

### Biskupi diecezjalni
- Luis Bambarén SJ (1983–2004)
- Ángel Francisco Simón Piorno (2004–2022)
- Ángel Ernesto Zapata Bances OCD (od 2022)